# Amphoritheca buseana
Amphoritheca buseana là một loài Rêu trong họ Funariaceae. Loài này được (Dozy & Molk.) A. Jaeger mô tả khoa học đầu tiên năm 1874.